# Digonogastra pulchripes
Digonogastra pulchripes är en stekelart som först beskrevs av Cameron 1887.  Digonogastra pulchripes ingår i släktet Digonogastra och familjen bracksteklar. Inga underarter finns listade i Catalogue of Life.